# Pendraig
Pendraig milnerae
Genre
Espèce
Pendraig (signifiant « chef dragon » en moyen gallois) est un genre éteint de dinosaures, du clade des Theropoda, de la super-famille Coelophysoidea, du sud du Pays de Galles. Il contient une espèce, Pendraig milnerae, nommée d'après Angela Milner (en). Le spécimen a été découvert dans la carrière de Pant-y-Ffynnon (en). De son vivant, il aurait mesuré un mètre de long,,.

## Histoire

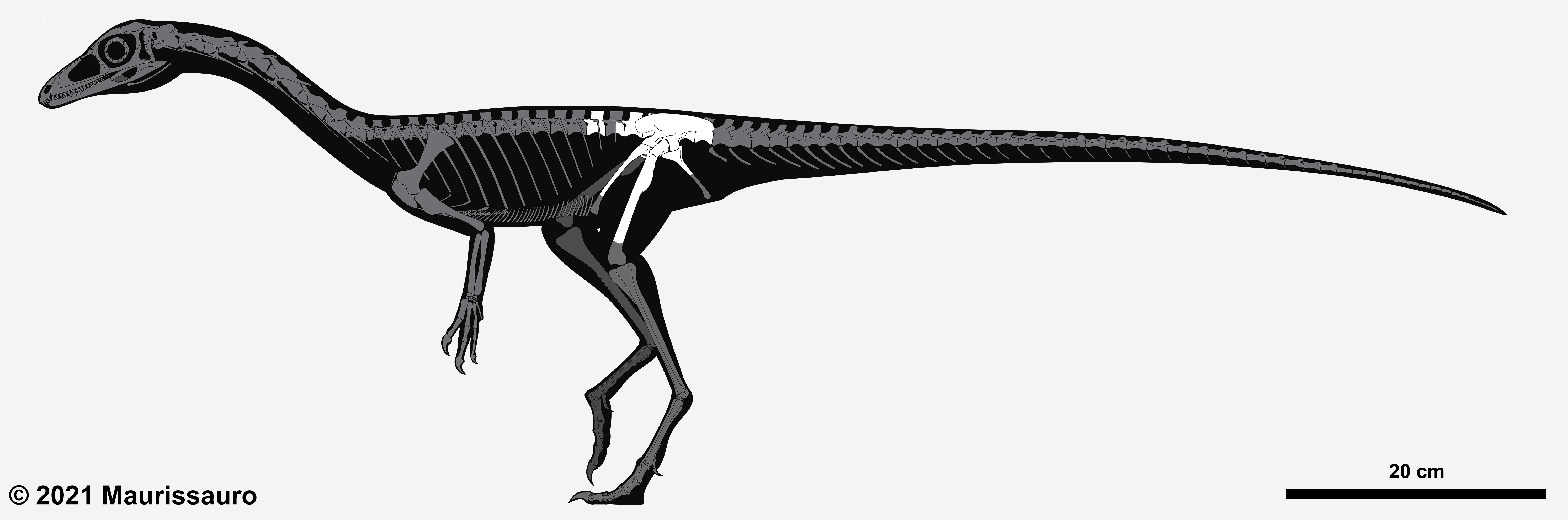
Dessin numérique des restes squelettiques connus de. Les éléments connus du squelette sont représentés en blanc et les éléments inconnus en gris.

L'holotype de Pendraig a été découvert dans la carrière de Pant-y-ffynnon au Pays de Galles en 1952 par Kermack et Robinson, avec les holotypes de Pantydraco et de Terrestrisuchus, et a ensuite été perdu dans les collections du Natural History Museum de Londres. On pensait à l'origine que les fossiles appartenaient à un « coelurosaure » (au sens désuet du terme) et ils ont même été classés par la suite comme une espèce de « Syntarsus » (aujourd'hui Megapnosaurus ou Coelophysis). Récemment, Angela Milner et Susannah Maidment (en) ont redécouvert les fossiles entreposés avec quelques os de crocodiles (probablement Terrestrisuchus). Les fossiles ont été nommés comme représentant un nouveau genre de théropode en 2021.

## Description

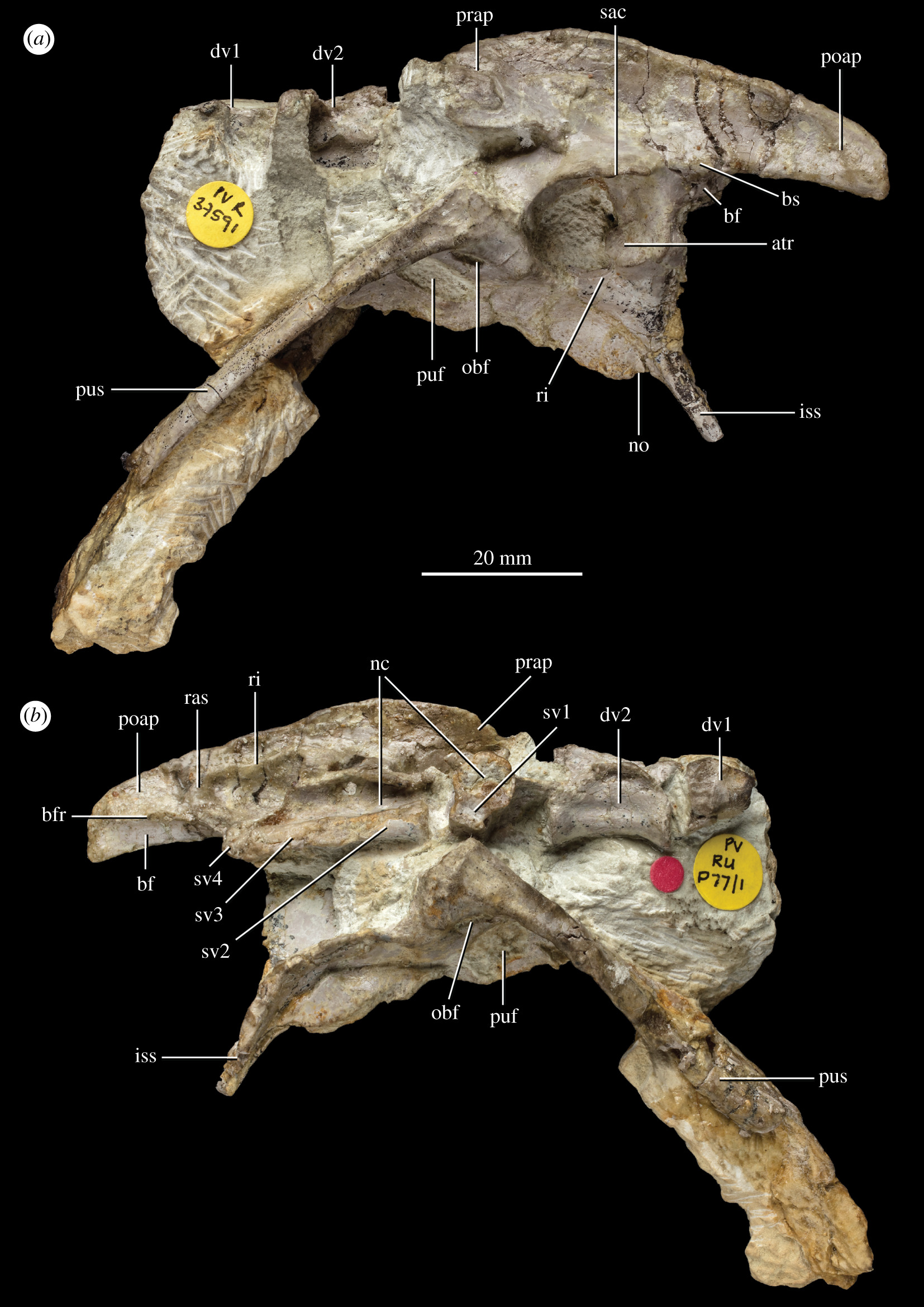
Holotype NHMUK PV R 37591 pelvis et vertèbres de P. milnerae en (a) vue latérale gauche et (b) vue latérale droite. atr, antitrochanter ; bf, fossette du bassin ; bfr, bord de la fossette du bassin ; bs, plateau du bassin ; dv, vertèbre dorsale ; iss, tige ischiatique ; nc, canal neural ; no, crête ; obf, foramen obturateur ; poap, processus postacétabulaire ; prap, processus préacétabulaire ; puf, fenêtre pubienne ; pus, diaphyse pubienne ; ras, cicatrice d'attachement de côte ; ri, rebord ; sac, crête supra-acétabulaire ; sv, vertèbre sacrée.

Le spécimen holotype consiste en NHMUK PV R 37591, « Une colonne vertébrale articulée et une ceinture pelvienne comprenant les deux vertèbres dorsales les plus postérieures auxquelles il manque la plupart des épines neurales, les trois vertèbres sacrées les plus antérieures et un petit fragment du centre de la quatrième sacrée, un ilium gauche complet, un pubis gauche largement complet auquel il manque l'extrémité distale, un ischium gauche auquel il manque la plus grande partie de la portion distale, un pubis droit largement complet auquel il manque l'extrémité distale, et un ischium droit auquel il manque la plus grande partie des portions dorsale et distale », un fémur gauche provenant du même individu a été trouvé désarticulé dans le bloc principal.

## Classification
Spiekman et al. trouvent Pendraig comme un Theropoda Coelophysoidea, dans une polytomie avec Powellvenator, Lucianovenator, et le clade comprenant les Coelophysidae. Leur analyse est présentée ci-dessous :
|  | Lucianovenator |
|  | |
|  | Pendraig |
|  | |
|  | Powellvenator |
|  | |
|  | \| \| Coelophysis kayentakatae (NDR : inclus dans les Coelophysidae, selon PBDB[5]) \| \| \| \| \| \| Coelophysidae \| \| \| \| |
|  | |
|  | Coelophysis kayentakatae (NDR : inclus dans les Coelophysidae, selon PBDB)                                                      |
|  | |
|  | Coelophysidae |
|  | |

|  | Coelophysis kayentakatae (NDR : inclus dans les Coelophysidae, selon PBDB) |
|  |                                                                            |
|  | Coelophysidae                                                              |
|  |                                                                            |

|  | Lucianovenator |
|  | |
|  | Pendraig |
|  | |
|  | Powellvenator |
|  | |
|  | \| \| Coelophysis kayentakatae (NDR : inclus dans les Coelophysidae, selon PBDB[5]) \| \| \| \| \| \| Coelophysidae \| \| \| \| |
|  | |
|  | Coelophysis kayentakatae (NDR : inclus dans les Coelophysidae, selon PBDB)                                                      |
|  | |
|  | Coelophysidae |
|  | |

|  | Coelophysis kayentakatae (NDR : inclus dans les Coelophysidae, selon PBDB) |
|  |                                                                            |
|  | Coelophysidae                                                              |
|  |                                                                            |

## Paléoécologie
Au Trias supérieur, les régions du sud-ouest de la Grande-Bretagne, où Pendraig a été trouvé et a vécu, consistaient en une série d'îles faites de calcaire carbonifère plié et poussé vers le haut. L'environnement aurait été constitué de forêts sèches décrites comme similaires à celles des îles Caïmans. D'autres taxons connus de la carrière de Pant-y-Ffynnon qui auraient vécu aux côtés de Pendraig comprennent le Pseudosuchia énigmatique Aenigmaspina, le Crocodylomorpha basal Terrestrisuchus, les Sauropodomorpha Thecodontosaurus et Pantydraco, les Rhynchocéphalia Clevosaurus et Diphydontosaurus, et le reptile volant Kuehneosaurus. [6] Si l'on se base sur des modèles similaires dans des écosystèmes insulaires comme les îles Caïmans et Aldabra, il est probable qu'il y avait de grandes densités de ces espèces en raison de l'absence de grands prédateurs connus et de la concurrence d'autres animaux.
En raison de son habitat insulaire, la petite taille de Pendraig peut résulter d'un nanisme insulaire, où les animaux sur les îles deviennent plus petits pour conserver les ressources. Cependant, étant donné que le spécimen est sub-adulte, cela peut ou non être le cas.